# バジェ県
バジェ県(Valle)は、18あるホンジュラスの県のひとつである。県都はナカオメである。ホンジュラス南部に位置し、太平洋に開けたフォンセカ湾に面している。

## 地勢
マングローブが繁茂し、内陸部は非常に暑く乾燥している。

## 統計
- 面積　1565 km2
- 人口　151,841人（2001年現在）

## 隣接する県
- ラ・ウニオン県
- ラパス県 (ホンジュラス)
- フランシスコ・モラサン県
- チョルテカ県

## 町
1. アリアンサ
2. アマパラ
3. アラメシーナ
4. カリダ
5. ゴアスコラン
6. ランゲ
7. ナカオメ
8. サン・フランシスコ・デ・コライ
9. サン・ロレンソ